# Anna-Karin Rasmusson
Anna-Karin Rasmusson, född 1983 i Karlstad, är en svensk installations- och videokonstnär utbildad vid Kungliga konsthögskolan i Stockholm. Rasmussons verk har förekommit vid utställningar på bland annat Moderna Museet i Stockholm 2018, Växjö konsthall 2018 och Cecilia Hillström Gallery 2020. Rasmusson finns representerad vid bland annat Moderna Museet och Göteborgs konstmuseum.